# Nanocambridgea
Nanocambridgea is een geslacht van spinnen uit de  familie van de Stiphidiidae.

## Soorten
- Nanocambridgea gracilipes Forster & Wilton, 1973
- Nanocambridgea grandis Blest & Vink, 2000